# Druga palatalizacija
Druga (regresivna) palatalizacija (poznatija pod nazivom sibilarizacija) naziv je za glasovnu promjenu koja se dogodila u općeslavenskom razdoblju praslavenskog jezika. Njome su se regresivno palatalizirali velari *k, *g i *x i postali sibilanti *c *dz (u hrv. kasnije > z) i *ś (u hrv. kasnije > s) pred diftongom *aj/āj koji je u vrijeme ove promjene vjerojatno već postao *ě, ali i pred drugim prednjim samoglasnicima koji su u jezik ušli posuđenicama ili glasovnim promjenama.

## Rezultat
Glasovi *k, *g i *x postali su *t' > *c, *d' > *dz i *ś:
- praslavenski *kajlu 'cio, zdrav' > staroslavenski cělъ,  hrvatski cio (cijel)
- praslavenski *nagaj (D jd. imenice *naga 'noga') > staroslavenski nodze, hrvatski nozi

U istočnoslavenskim i južnoslavenskim jezicima druga je palatalizacija djelovala i preko praslavenskog glasa *w:
- praslavenski *gwajzda 'zvijezda' > staroslavenski zvězda, hrvatski zvijezda, ali poljski gwiazda
- praslavenski *kwajtu 'cvijet' > staroslavenski cvět, hrvatski cvijet, ali poljski kwiat

U istočnoslavenskim i južnoslavenskim jezicima poslije se *ś stopilo sa *s, ali u zapadnoslavenskim sa *š.
Većina je jezika /dz/ promijenilo u /z/, očuvan je u staroslavenskom, lehitskim jezicima (primjerice poljskom), slovačkom i ohridskom dijalektu makedonskog jezika.
U originalnim se praslavenskim riječima promjena dogodila pred *ě i ponekad *i (također je nastao od diftonga *aj u nekim uvjetima) jer je prva palatalizacija već palatalizirala velare pred drugim prednjim samoglasnicima, ali u posuđenicama se ova promjena dogodila pred svim prednjim samoglasnicima:
- latinski acētum 'ocat' > gotski akit- > praslavenski *akitu > staroslavenski ocьtъ, hrvatski ocat

## Datiranje i prostor
Druga se palatalizacija dogodila nakon prve i nije zahvatila sve slavenske idiome. Nije djelovala u nekim sjeverozapadnim ruskim govorima gdje postoje oblici poput k'ev za hrvatski cijev. Drugi pak kažu da su u tim slučajevima velari zapravo bili palatalizirani dentalni suglasnici i u starijim spomenicima i u modernim varijantama, ali glasovi se nisu promijenili u afrikate kao što je normalno za drugu palatalizaciju.
Vjerojatno se počela širiti s juga prostora gdje se govorilo praslavenskim.
Znanstvenici se razilaze o pitanju točna vremenu događanja promjene, neke su teorije:
- ne ranije od 2. do 4. stoljeća poslije Krista (T. Lehr-Spławiński)
- od 3. do 5. st. poslije Krista (F. Filin[6])
- 575. – 650. (A. Lamprecht)
- ne ranije od 600. godine poslije Krista (H. Birnbaum)
- 6. do 7. stoljeća nove ere (G. Y. Shevelov[7], Z. Stieber[8])
- najkasnije od 5. do 10. stoljeća nove ere (V. Čekmonas).